# Sphecosoma abdominalis
Sphecosoma abdominalis là một loài bướm đêm thuộc phân họ Arctiinae, họ Erebidae.